# Лелехівка
Лелех́івка — село в Україні, в Івано-Франківській селищній громаді Яворівського району Львівської області. Населення становить 352 особи (2001 р.). Орган місцевого самоврядування' — Івано-Франківська селищна рада.

## Географія
Вздовж села в долині р. Верещиці тягнеться каскад ставів аж до Янівського ставу. Село розташоване поруч з природним заповідником «Розточчя».

## Історія
Вперше село згадується в документі від 1553 року. 1832 року в селі мешкали лише 168 українців, у 1903 році — 350 українців.

## Церква
В селі є дерев'яна церква Успіння Пресвятої Богородиці. Храм збудовано у 1739 році. Церква одноверха, хрестоподібна у плані, розміром 14,3×11,3 м., з добудовами по обидві сторони вівтаря, оточена широким піддашшям. Храм внесено до реєстру пам'яток архітектури національного значення під охоронним № 526.

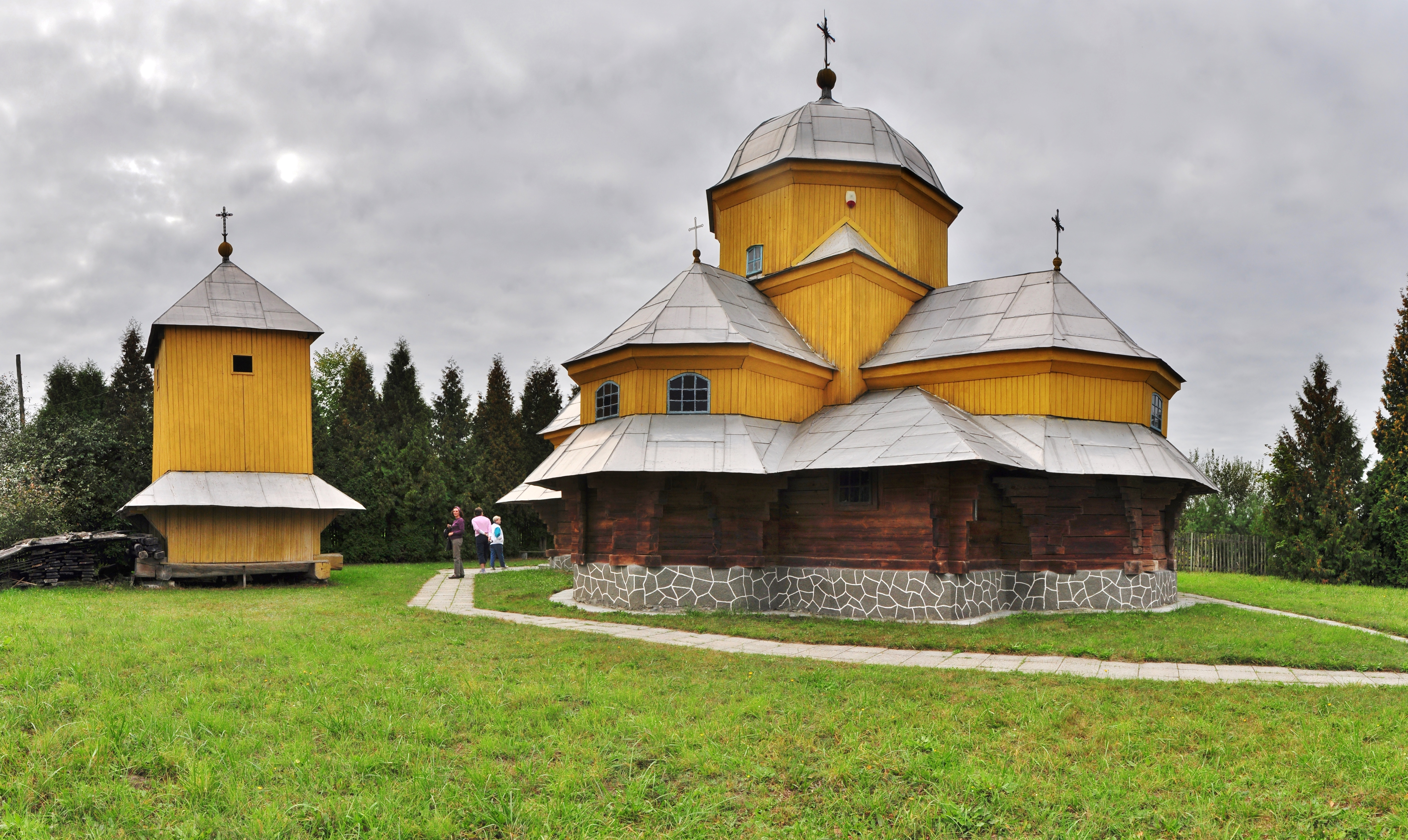
Церква Успіння Пресвятої Богородиці
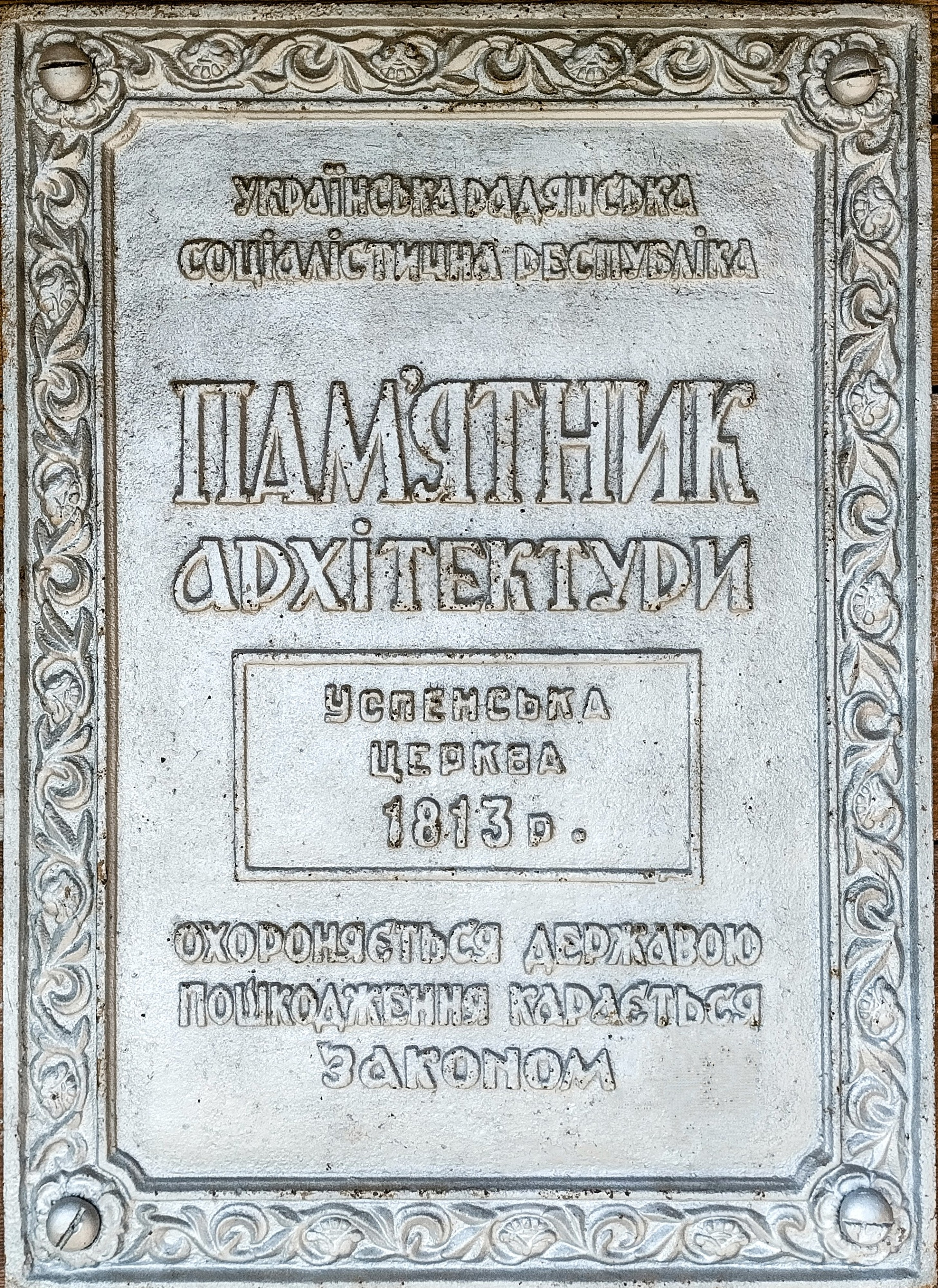
Охоронна таблиця
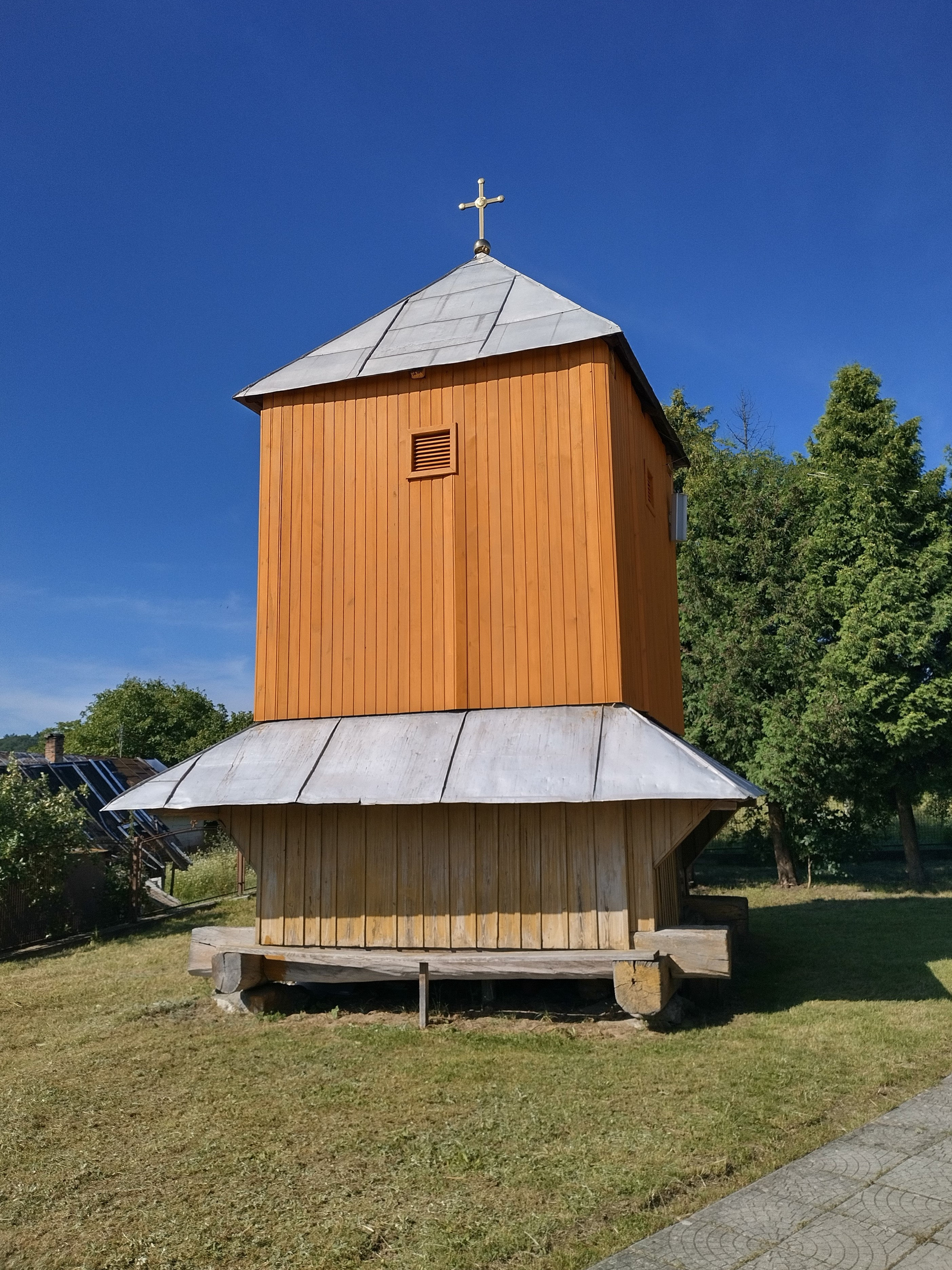
Дзвіниця
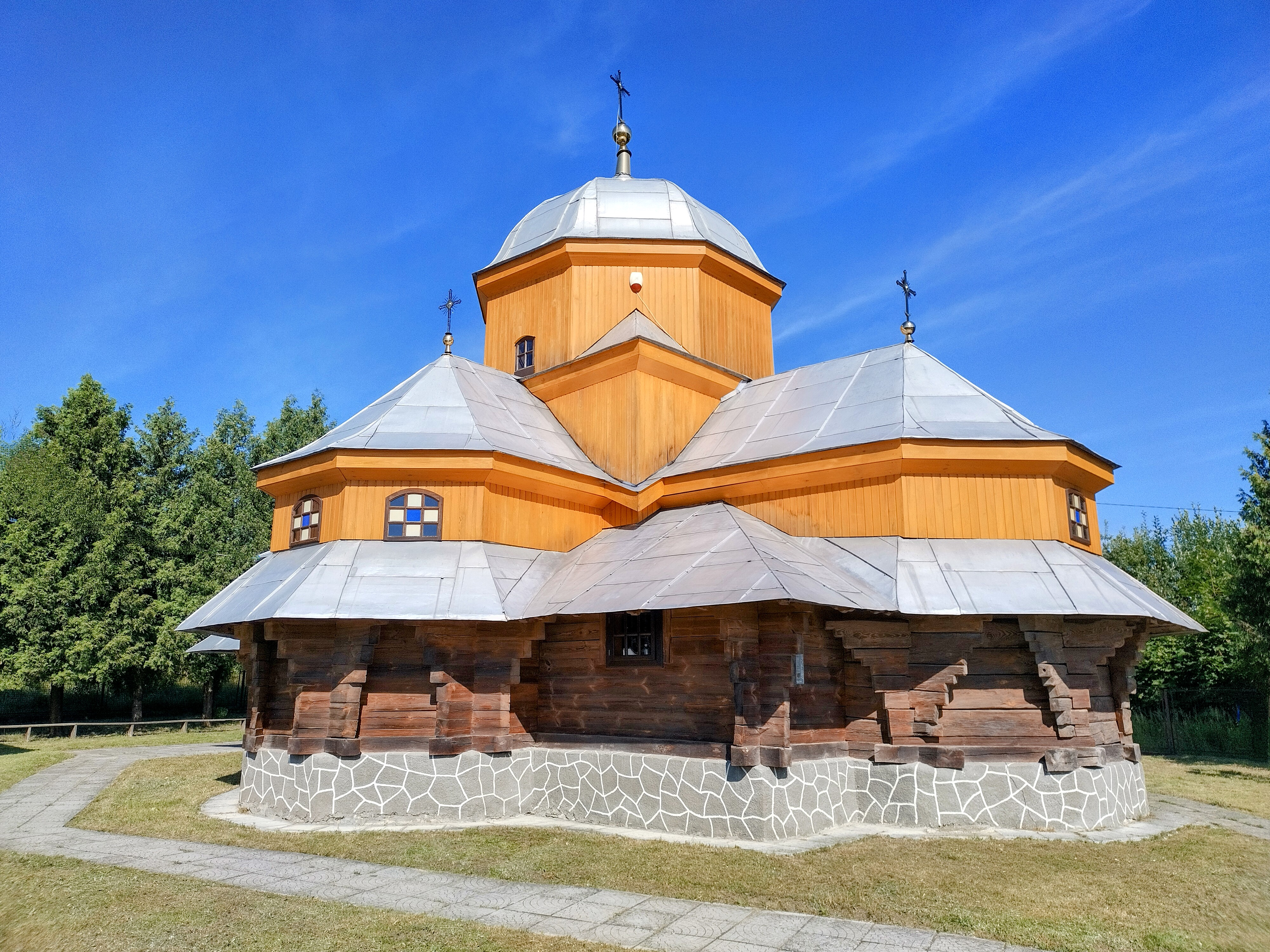
Зворотня сторона
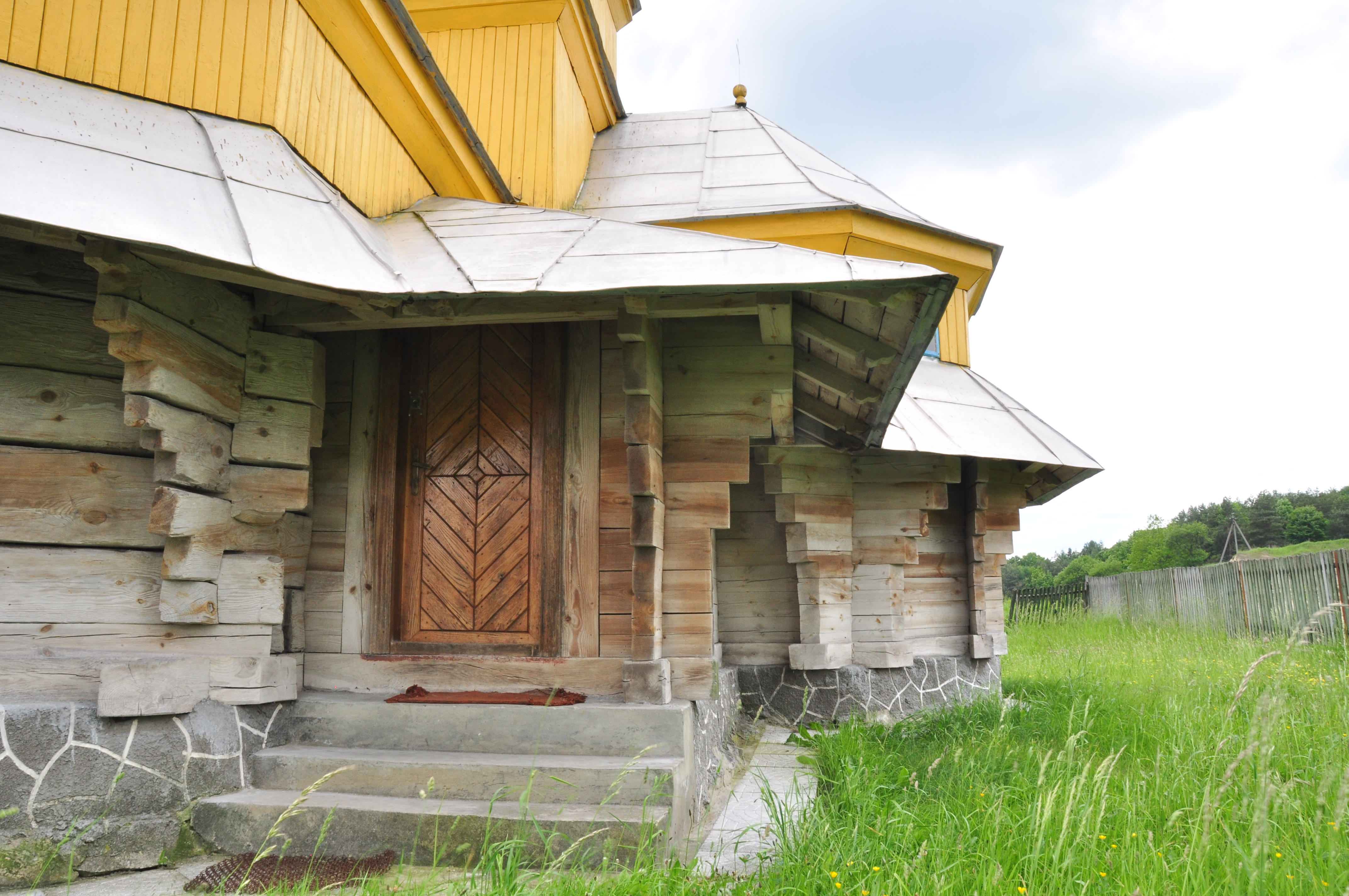
Фрагмент зрубу

## Галерея

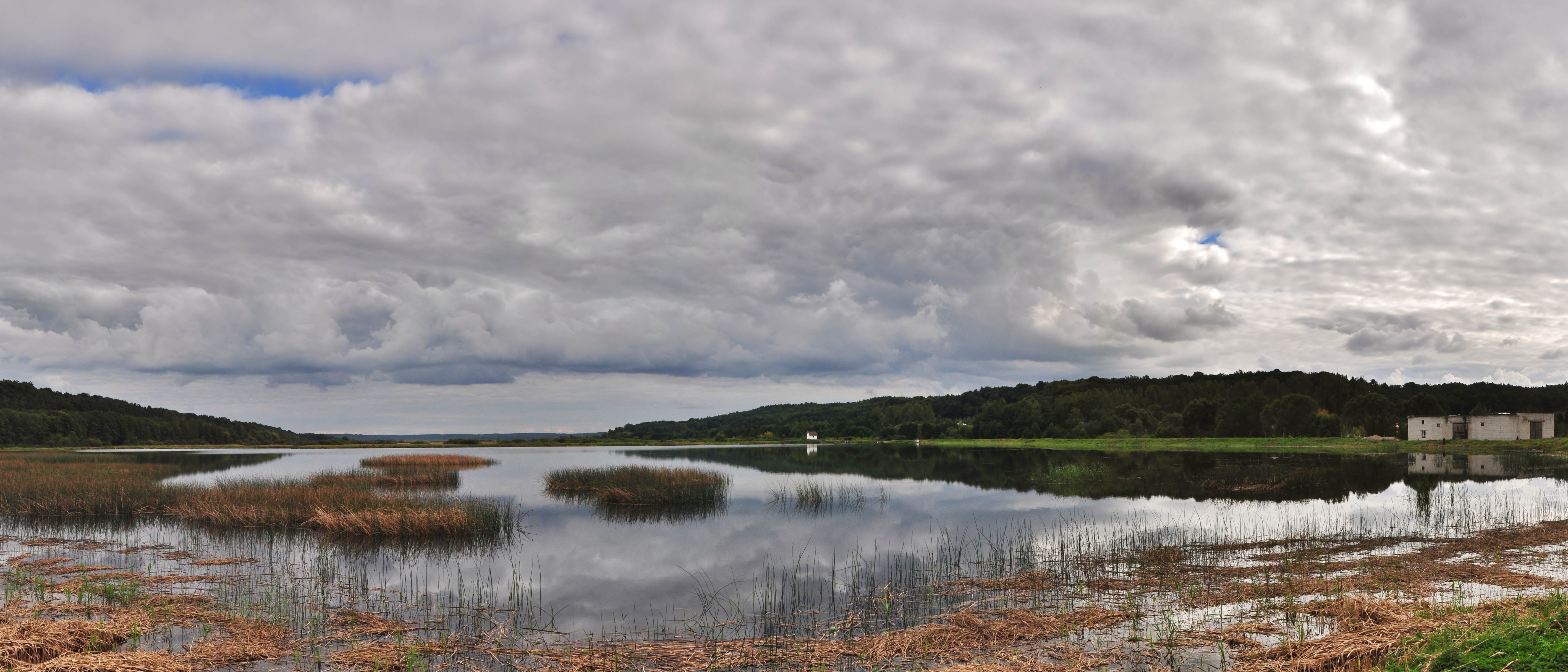
Ставкове господарство
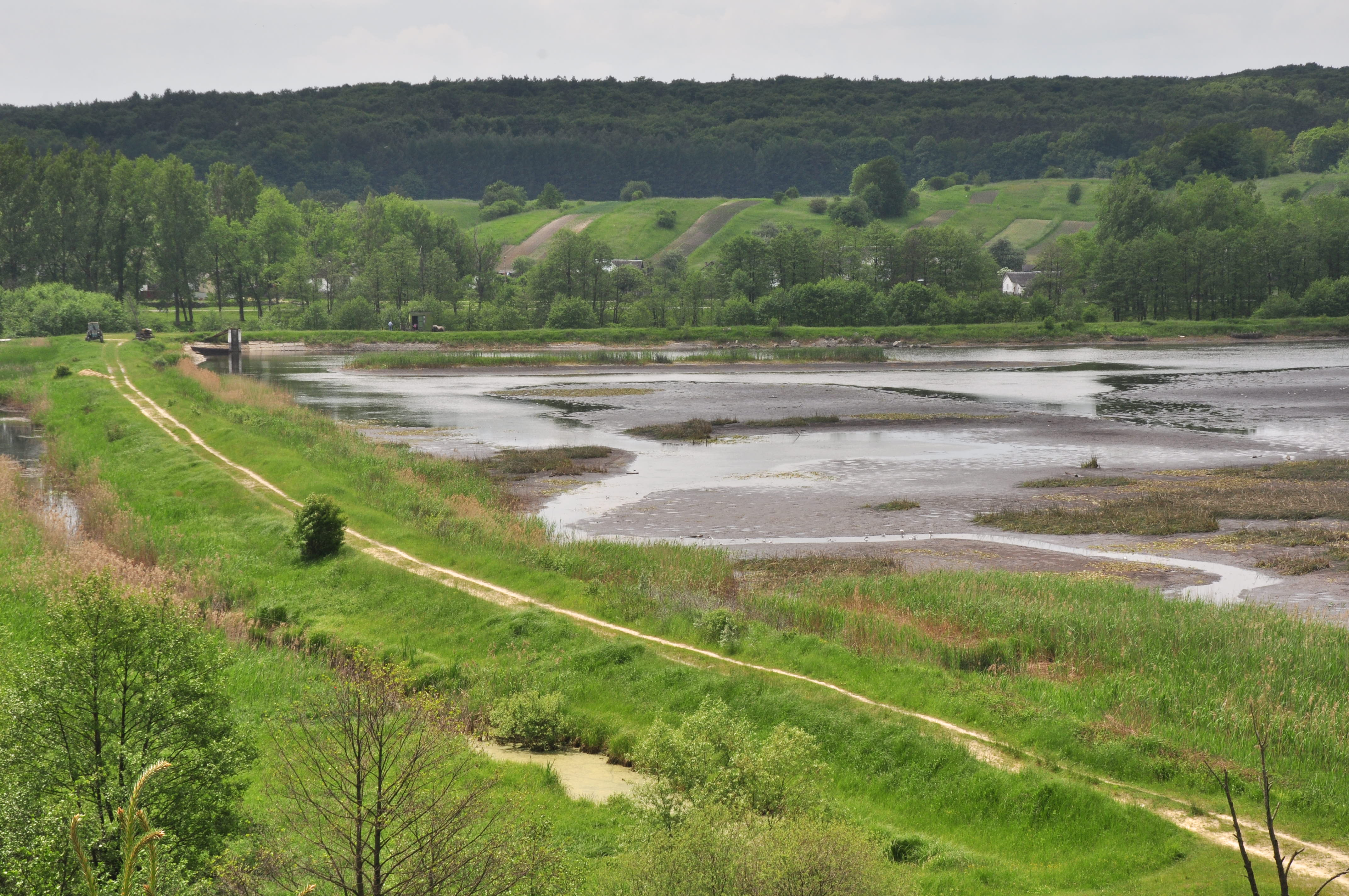
Лелехівські стави з Білої гори
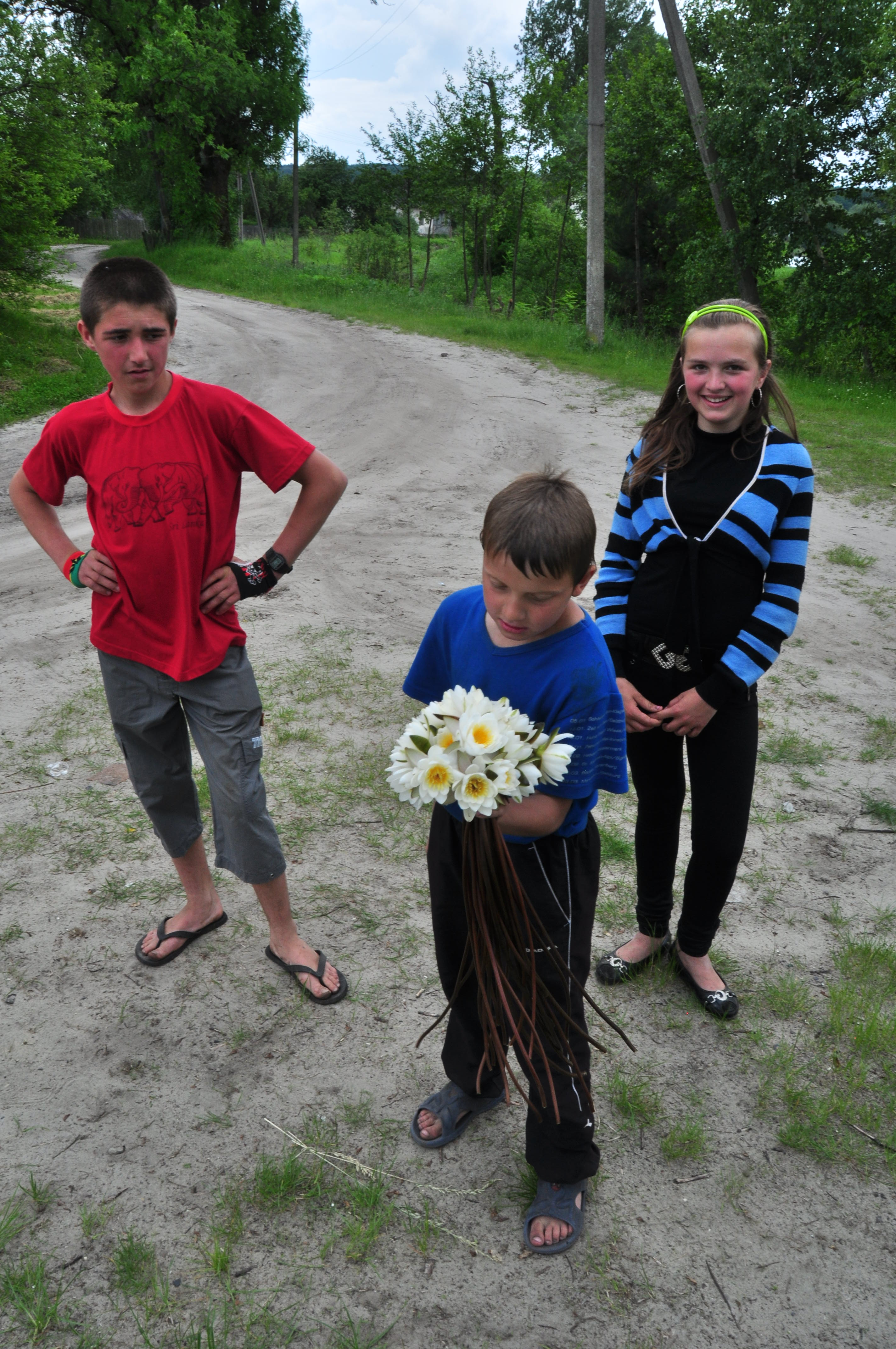
Діти з букетом латаття зі ставка
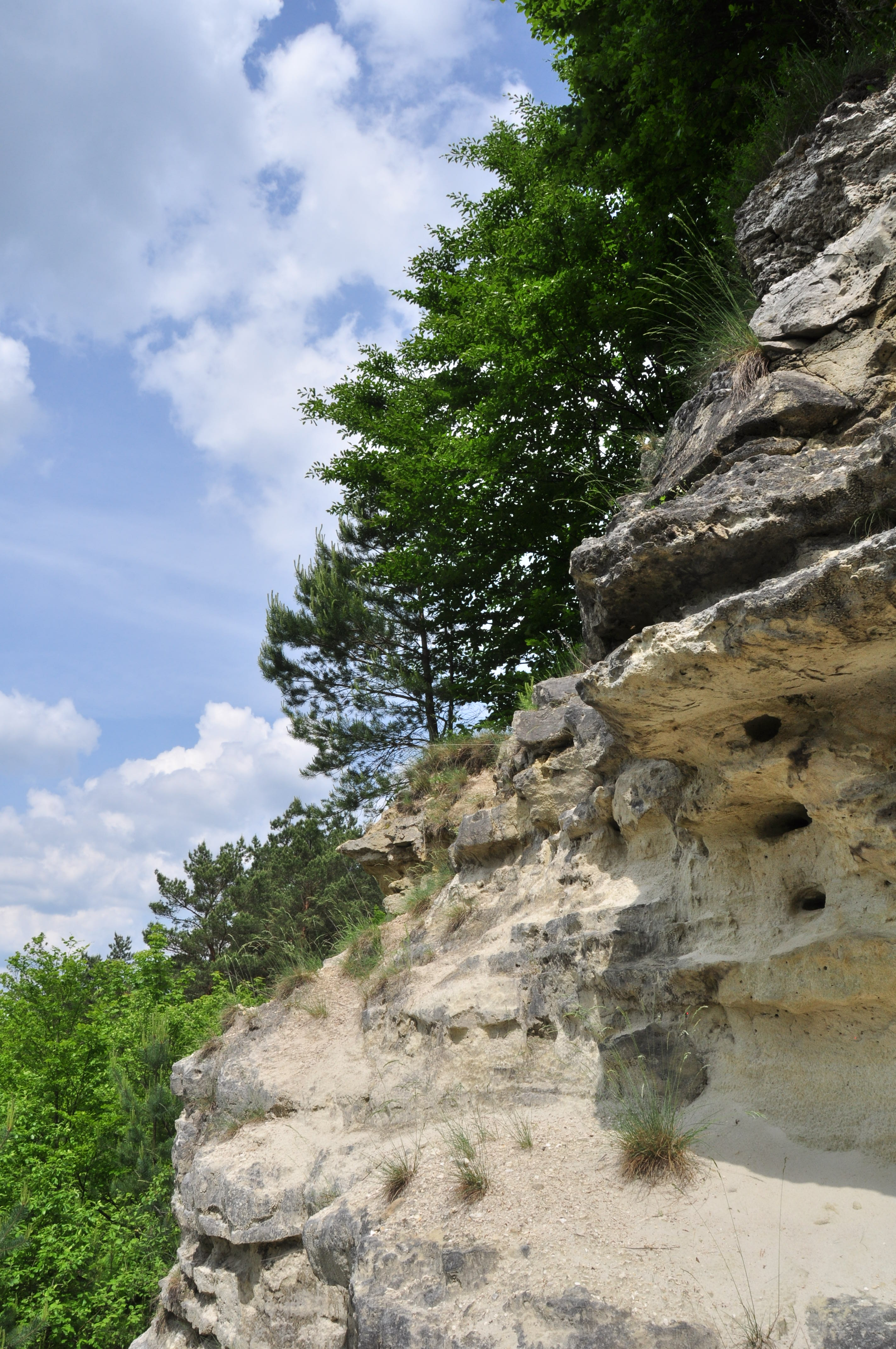
Скельні виходи у заповіднику «Розточчя»
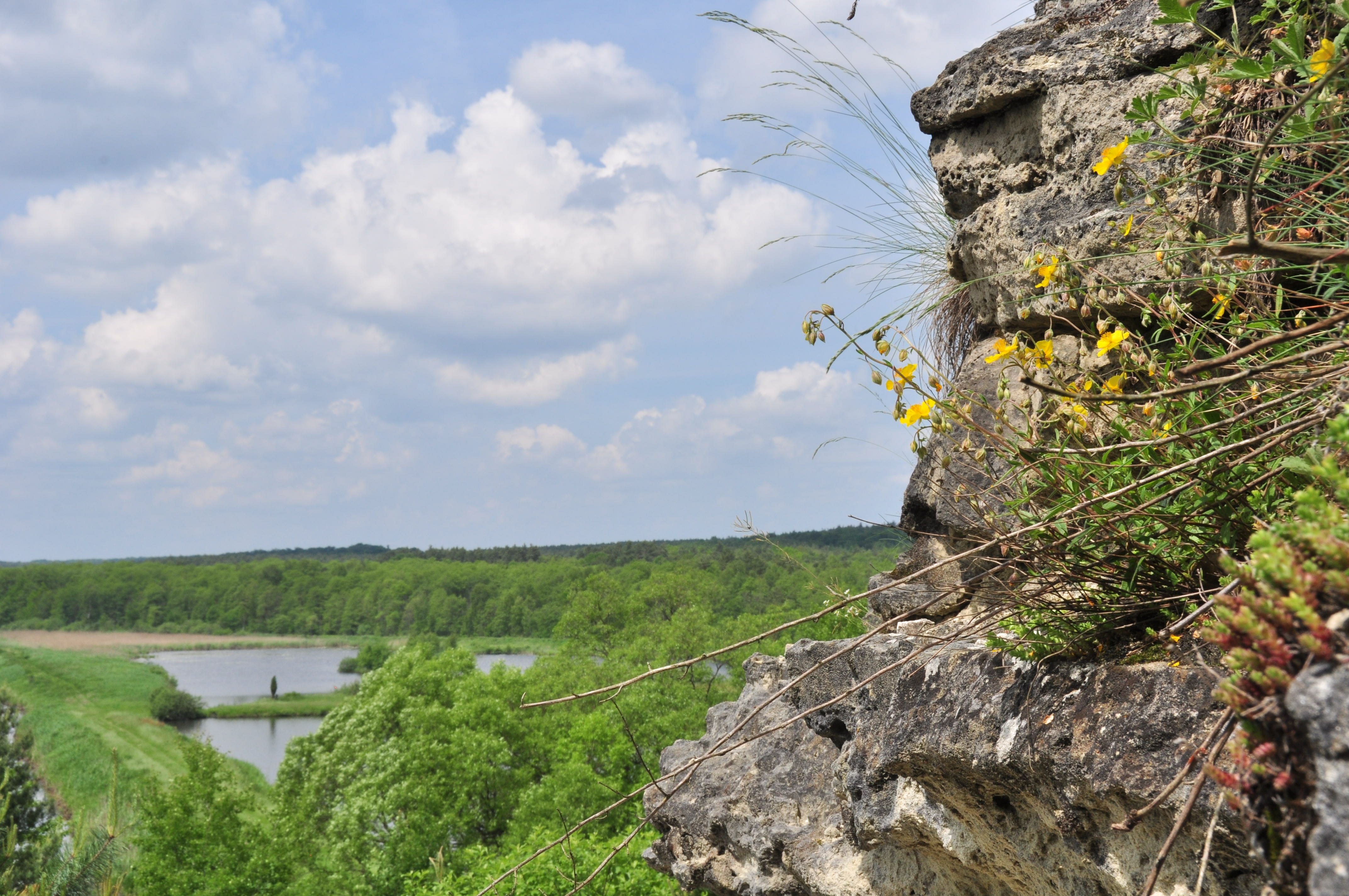
Урвище в заповіднику «Розточчя»